# Maria Okręt-Zajączkowska
Maria Okręt-Zajączkowska (ur. 11 grudnia 1932 w  Warszawie, zm. 20 listopada 2021) – polska ekonomistka, dr hab.

## Życiorys
Po zdaniu matury w 1951 rozpoczęła studia na Wydziale Ekonomicznym Moskiewskiego Uniwersytetu Państwowego im. M.W. Łomonosowa, które uwieńczyła w 1956 uzyskaniem tytułu magistra ekonomii. Obroniła pracę doktorską w czerwcu 1965, następnie w 1979 uzyskała stopień doktora habilitowanego. Została zatrudniona na stanowisku profesora w Katedrze Ekonomii i Polityki Gospodarczej, oraz kierownika w Zakładzie Ekonomii i Studiów Doktoranckich na Wydziale Ekonomicznym i Rolniczym Szkole Głównej Gospodarstwa Wiejskiego w Warszawie.
Była członkiem w Komisji Senackiej i Wydziałowej SGGW.
Zmarła 20 listopada 2021.

## Odznaczenia
- Medal Komisji Edukacji Narodowej[3][4]
- Krzyż Kawalerski Orderu Odrodzenia Polski[3][4]
- Złoty Krzyż Zasługi[3][4]
- Złota Odznaka Honorowa "Za Zasługi dla SGGW"[4]